# Vertente do Lério
Vertente do Lério là một đô thị thuộc bang Pernambuco, Brasil. Đô thị này có diện tích 81,117 km², dân số năm 2007 là 7509 người, mật độ 92,57 người/km².